# パレス・メイヂ
『パレス・メイヂ』は、久世番子による日本の漫画作品。白泉社の『別冊花とゆめ』において2012年12月号から2017年6月号まで連載された。単行本は、本編が全7巻で番外編が2巻。単行本第1巻のキャッチコピーは「陛下の素顔は、他言無用にて。」。

## 概要
日本の明治時代をモデルに、架空の時代の架空の国の宮殿の日常と恋を描いた「近代宮殿ライフ」作品である。
作者にとって「久しぶりの少女マンガ」であり、掲載誌の読者アンケートにて1位の支持を得た作品である。話数表記は「其ノ●」（●は漢数字）。
「このマンガがすごい!2014年オンナ編」6位にランクイン。

## あらすじ
明治時代に似た近代国家が舞台。
御園子爵家の次男・公頼は、無理矢理結婚させられそうになっている姉・静子を助けるために、侍従職出仕（見習い）として宮中で働くことになる。
先代の帝・明慈帝が作られた壮麗なる宮殿「パレス・メイヂ」に君臨する当代の帝は、明慈帝の第一皇女・彰子女帝であった。
宮中勤めにはりきる公頼だったが、初日から帝の直筆による絵皿や画帖が破損するという事件が起こる。

## 登場人物

### パレス・メイヂ
御園公頼（みその きみより）
本作品の主人公。御園子爵家の次男。誕生日は1月4日。初登場時は14歳。「其ノ三（第3話）」からは16歳になっている。
放蕩三昧の長兄により家計が傾き、姉の静子が無理矢理結婚させられそうになっているのを阻止するため、14歳の春に宮中に侍従職出仕として働きに出る。修学院の中等科に在籍しながら、1日おきに宮殿に上る。
洞察力がするどく、勅作の絵皿や画帖が壊される事件の「犯人」と直接話をしたことから彰子に信頼され、女官に下賜された物品の盗難事件の犯人を当てた際には褒美として指輪を賜る。意外な一面を知るにつれ彰子に惹かれていく。
身長は当初は彰子より小さかったが、2年の間に追い越している。
16歳の時に公頼と彰子の仲に嫉妬した威彦の差し金と兄の独断により、知らない間に出仕を辞めるという方向に話を持って行かれてしまう。だが公頼は侍従長に話を付け、17歳になるまでは仕人の立場で宮中に居られるよう、取り計らってもらう。視野が狭いところがあり、「帝（彰子）が～」と話して本人にひけらかすつもりはないが、威彦にとっては目障り・耳障りな言動と映ることが多々ある。
本人曰く、「成績も中の中ですし　武道もそんなに…」「首席の友人のノートがなければ落第必至の学生」とのこと。
本作は全編に亘り、公頼が過去を振り返る形のモノローグが入っている。
彰子（あきこ）
本作品のヒロイン。現在の帝で、若く美しく聡明な女性。御齢は公頼よりふたつ上。先代の帝・明慈帝の第一皇女であり、先代の急死を受け、まだ幼い異母弟が成長するまでの中継ぎとして即位する。着飾ることに興味が無く、ロングストレートの豊かな黒髪は結わず、袿（うちき）はくつろいでいる時に着る程度。洋装のドレスなどの女物を着ることもあまり無く、大抵は軍服を着用している。
渡御廊下でため息をついたところを公頼に気遣われる。それを機会に公頼の前では笑顔を見せたり爆笑したり、さらには本音を言ったり弱音を漏らすこともするようになる。
帝位に就いた皇族の女性は、終生独り身でいること、譲位後であっても結婚・出産は許されないという決まり事がある。箱入りで世間知らずなのか、天然ボケであることは確かであり、地震が起きて威彦が公頼の消息を隠蔽したことも手伝って初めて公頼を愛していることに気づき別れを告げた。
久我理彦（くが みちひこ）
公頼の初出仕時、出仕1年目。宮中に居る間は勉強しなくていいという理由で侍従職出仕になる。
東辻実親（とうつじ さねちか）
公頼の初出仕時、出仕2年目。年上好きで、宮中の女官にちやほやされるのが好きで侍従職出仕になる。
松葉の典侍（まつばのすけ）
女官長。男子禁制の奥御座所を統括する責任者。侍従長とは従兄弟で顔立ちが良く似ている。
公頼をかばう彰子に対し「寵愛」する気があるのかを問う。松葉自身は「野心ある軍人や政治家を寵愛するよりはまし」と思っている。
侍従長（じじゅうちょう）
執務や謁見などの表の業務を統括する責任者。女官長とは従兄弟。女性である彰子の身を気遣っている。
真珠の掌侍（しんじゅのしょうじ）
彰子と同い年で仲が良かった女官。後に彰子の異母弟を産む。掌侍（しょうじ）は女官の階級。帝の皇子を産んだ女官は高い官位を賜る一方で、母と名乗ることは許されない。
真珠が「日嗣の皇子を産む」という期待を背負ってその「勤めを果たした」ことが、彰子が「治天の君たらん」とした行動を取る理由の一つとなっている。
東宮（とうぐう）
彰子の異母弟。御齢4歳。週に一度宮殿に参内する。
明慈帝（めいぢてい）
先代の帝。彰子と東宮の父。亡くなる間際、今ならばまだ涙を拭ってやれる、我慢せずに泣いて良いと告げ、彰子の強さが彰子自身を傷つけていると娘の危うさを案じていた。
ロン
奥御座所で飼われている彰子の飼い犬。彰子によく懐いている。彰子の匂いの付いた品物を別人が持っていることが気に入らないらしい。名前の由来は、ロンドンから来た事から。
徳大寺（とくだいじ）
公頼の後輩に当たる侍従職出仕の少年で、公頼に指導されている。坊主頭。
柏木（かしわぎ）
宮中の雑用を務める仕人（つこうど）で明慈帝の代から仕えている。仕人となった公頼に、仕人としての指導を行う。平民のため貴人の前に姿を晒すことは許されず、貴人が近くを通る際は屏風の裏に身を隠す。
長く宮殿に身を捧げてきたことから滅私の忠義者と評されていたが、柏木本人には周囲からの評価とは別の思いがあった。

### 御園子爵家
御園子爵家当主
公頼と静子の兄。名前は未登場。父親の代から続く借金と本人の放蕩により家は傾いており、妹の静子を子持ちの成金に嫁がせようとする。
かつて公頼同様、宮中に出仕したことがあった。本人は「訳あってすぐ辞めた」と言っていたが、事実は心無い発言により女官に嫌われ、わずか1日で辞めさせられていたのであった。震災の後、京に避難している。
御園 静子（みその しずこ）
公頼の姉。彰子と同い年。虎田に嫁がされそうになるのを厭って泣いているが、公頼が何とかしてくれると思っている。着飾ったり、友人と遊びに行くことが大好きで、公頼曰く「即物的」。公頼の持ち物をちゃっかり自分のものにしようとする。彰子から公頼に下賜された指輪を巡って一悶着起こすことになる。
後に、兄に「着物を売るか、虎田からの花嫁衣裳を着るか」と選択を迫られ、迷わず花嫁衣裳を選んだ。
お富（おとみ）
御園家の使用人。忠義者と評される。
お律（おりつ）
御園家の使用人。お富がひざを悪くし、人手が足りなくなったため、雇い入れられる。公頼に好意を寄せている様子。視力が弱く、黒田から眼鏡を譲り受けた。彰子は何でも持っていて思い通りにならないことは無いと思い込んでいたが、実際は自身の想像とは違うということに気づく。

### その他
虎田（とらだ）
成金。45歳。子供が6人いる。家名欲しさに静子を後妻に欲しがり一旦は保留にされるが、2年後に静子が結婚を承諾。引き換えに御園家の借金を全て肩代わりする。
鹿王院宮威彦（ろくおういんのみや たけひこ）
彰子の元婚約者。鹿王院宮の嫡男。明慈帝に彰子との結婚を願い出るほど彰子に惚れていたが、明慈帝の急死により彰子が帝に即位したことで婚約は解消される。その際には傷心のあまり海外留学をしたらしい。自身こそが彰子の伴侶に相応しいと自信満々。
伯爵令嬢との結婚の勅許を得るために父宮が彰子の元に参内し聞き届けられるが、それを不服として彰子に謁見を願い出る。帝となった女性が終生独り身でいなければならないことを承知の上で「愛の告白」を行なうが、公頼に遮られる。その一件以来、彰子の側近くに仕える公頼に嫉妬し、二人を引き離そうと企てる。
侍従長曰く「あの方の笑みは怖ろしい」。
黒田（くろだ）
修学院に通う公頼の友人。首席。
佐伯（さえき）
帝都日日新聞の記者。売り上げのため、宮中の醜聞と美談を狙う。

## 用語
表御座所（おもてござしょ）
謁見や執務を行う場所。侍従達が詰める領域。
奥御座所（おくござしょ）
帝や女官達の生活の場。男子禁制でいわゆる後宮。侍従職出仕の「少年」のみ男とは見なされず出入りが可能となっている。
渡御廊下（とぎょろうか）
表と奥をつなぐ宮殿内で一番長い廊下。鶏の杉戸（とりのすぎと）で仕切られており、廊下を通れるのは帝の他は侍従職出仕のみ。途中に侍従職出仕の詰所もある。

## 書誌情報
- 久世番子 『パレス・メイヂ』 白泉社〈別冊花とゆめ HC〉、全7巻
  1. 2013年6月20日発売、ISBN 978-4-592-19404-0
  2. 2014年3月20日発売、ISBN 978-4-592-19405-7
  3. 2014年12月19日発売、ISBN 978-4-592-19406-4
  4. 2015年8月20日発売、ISBN 978-4-592-19407-1
    - 羽海野チカ、松田奈緒子、海野つなみ、坂木司、磯谷友紀、岩岡ヒサエ、大崎梢、山中ヒコ、高橋しん、高田明美、魔夜峰央、久世番子、同人誌付き特装版、ISBN 978-4-592-21801-2

  5. 2016年4月20日発売、ISBN 978-4-592-21455-7
  6. 2017年1月20日発売、ISBN 978-4-592-21456-4
  7. 2017年8月18日発売 ISBN 978-4-592-21457-1
- 久世番子 『金の釦 銀の襟 －パレス・メイヂ側聞－』 白泉社〈花とゆめコミックススペシャル〉、2019年8月20日発売、ISBN 978-4-592-22715-1
- 久世番子 『パレス・メイヂ　番外編～陛下のプロトコール～』 白泉社〈花とゆめコミックススペシャル〉、2020年3月18日発売、ISBN 978-4-592-22726-7